# 施州 (云南)
施州，元朝时设置的州。
至元十五年（1278年）改原大理国的善巨郡设置施州，治所在今云南省永胜县。辖境相当今云南省永胜县一带。十七年（1280年）改施州为北胜州。